# Захрадње
Захрадње (слч. Záhradné) насељено је мјесто са административним статусом сеоске општине (слч. obec) у округу Прешов, у Прешовском крају, Словачка Република.

## Становништво
| Година:    | 1994. | 2004. | 2014.   | 2024.    |
| ---------- | ----- | ----- | ------- | -------- |
| Број људи: | 915   | 915   | 983     | 1157     |
| Разлика:   |       | +0 %  | +7,43 % | +17,70 % |

| Година:    | 2023. | 2024.   |
| ---------- | ----- | ------- |
| Број људи: | 1155  | 1157    |
| Разлика:   |       | +0,17 % |

Према подацима о броју становника из 2024. године насеље је имало 1157 становника.